# Чаморро Ореамуно, Росендо
 Росендо Чаморро Ореамуно  (исп. Rosendo Chamorro Oreamuno, 1882—1947) — никарагуанский политический деятель, Временный президент Никарагуа в 1923 году.

## Биография
Росендо Чаморро Ореамуно  был сыном Альфаро Дионисио Чаморро и Мерседес Ореамуно.
Каких-либо подробных биографических сведений о нём не опубликовано, известно, что он проходил обучение в Парижском университете, получил докторскую степень, а затем и сделал политическую карьеру у себя на родине, в Никарагуа. Карьерному росту Росендо Чаморро способствовала его принадлежность к влиятельному клану Чаморро — он был двоюродным братом президента Диего Мануэля Чаморро и дядей президента Эмилиано Чаморро.
В администрации Диего Мануэля Чаморро (1921—1923) Росендо Чаморро занимал пост министра внутренних дел и когда президент скоропостижно скончался в Манагуа 12 октября 1923 года, временно взял на себя обязанности главы государства. В соответствии с Конституцией он объявил, что вице-президент Бартоломе Мартинес должен будет заканчивать конституционный период президента Диего Чаморро, однако Мартинес в это время находился вне столицы, в своём имении под Матагальпой. Ему потребовалось пять дней, чтобы добраться до Манагуа, и всё это время Росендо Чаморро оставался временным президентом страны. Только 17 октября 1923 года Бартоломе Мартинес принёс присягу и Чаморро передал ему полномочия главы государства.
О дальнейшей судьбе Росендо Чаморро источники умалчивают.